# Arcidiocesi di Windhoek
L'arcidiocesi di Windhoek (in latino Archidioecesis Vindhoekensis) è una sede metropolitana della Chiesa cattolica in Namibia. Nel 2022 contava 316.000 battezzati su 2.636.000 abitanti. È retta dall'arcivescovo Liborius Ndumbukuti Nashenda, O.M.I.

## Territorio
L'arcidiocesi comprende la parte centro-settentrionale della Namibia, ad esclusione dell'estremo nord-est del Paese.
Sede arcivescovile è la città di Windhoek, dove si trova la cattedrale di Santa Maria.
Il territorio è suddiviso in 77 parrocchie.

## Storia
La prefettura apostolica di Cimbebasia inferiore fu eretta il 1º agosto 1892 con il decreto Quo fructuosius della Sacra Congregazione di Propaganda Fide, ricavandone il territorio dalla prefettura apostolica di Cimbebasia, contestualmente denominata prefettura apostolica di Cimbebasia superiore.
Il 10 gennaio 1921 in forza del decreto Quo in nonnullis della Sacra Congregazione di Propaganda Fide la prefettura apostolica di Cimbebasia superiore assunse il nome di prefettura apostolica di Cubango e la prefettura apostolica di Cimbebasia inferiore semplificò il suo nome in prefettura apostolica di Cimbebasia.
L'11 maggio 1926 in forza del breve Tanquam sublimi di papa Pio XI la prefettura apostolica di Cimbebasia fu elevata a vicariato apostolico e assunse il nome di vicariato apostolico di Windhoek.
Il 10 marzo 1950 per effetto del decreto Cum in plenariis della Sacra Congregazione di Propaganda Fide cedette il territorio del Dito di Caprivi al vicariato apostolico di Livingstone (oggi diocesi).
Il 2 aprile 1959 cedette una porzione del suo territorio a vantaggio dell'erezione della prefettura apostolica del Bechuanaland (oggi diocesi di Gaborone).
Il 14 marzo 1994 ha ceduto un'altra porzione di territorio a vantaggio dell'erezione del vicariato apostolico di Rundu e contestualmente è stata elevata al rango di arcidiocesi metropolitana con la bolla Vigili quidem di papa Giovanni Paolo II.

## Cronotassi dei vescovi
Si omettono i periodi di sede vacante non superiori ai 2 anni o non storicamente accertati.
- Augustinus Nachtwey, O.M.I. † (dicembre 1901 - 1908 dimesso)
- Joseph Schemmer, O.M.I. † (gennaio 1909 - giugno 1909 dimesso)
- Eugène Klaeylé, O.M.I. † (18 dicembre 1909 - 10 gennaio 1921 dimesso)
- Joseph Gotthardt, O.M.I. † (11 gennaio 1921 - 20 marzo 1961 dimesso)
- Rudolf Johannes Maria Koppmann, O.M.I. † (20 marzo 1961 succeduto - 29 novembre 1980 dimesso)
- Bonifatius Haushiku, I.C.P. † (29 novembre 1980 - 12 giugno 2002 deceduto)
  - Sede vacante (2002-2004)
- Liborius Ndumbukuti Nashenda, O.M.I., dal 21 settembre 2004

## Statistiche
L'arcidiocesi nel 2022 su una popolazione di 2.636.000 persone contava 316.000 battezzati, corrispondenti al 12,0% del totale.
| anno | popolazione | popolazione | popolazione | presbiteri | presbiteri | presbiteri | presbiteri                | diaconi | religiosi | religiosi | parrocchie |
| anno | battezzati  | totale      | %           | numero     | secolari   | regolari   | battezzati per presbitero | diaconi | uomini    | donne     | parrocchie |
| ---- | ----------- | ----------- | ----------- | ---------- | ---------- | ---------- | ------------------------- | ------- | --------- | --------- | ---------- |
| 1950 | 20.966      | 220.000     | 9,5         | 40         | 1          | 39         | 524                       |         | 68        | 164       | 8          |
| 1969 | 81.119      | 550.000     | 14,7        | 54         | 2          | 52         | 1.502                     |         | 96        | 241       | 40         |
| 1980 | 129.066     | 823.000     | 15,7        | 42         | 2          | 40         | 3.073                     | 7       | 86        | 326       | 42         |
| 1990 | 219.588     | 1.300.000   | 16,9        | 38         | 4          | 34         | 5.778                     | 18      | 73        | 230       | 31         |
| 1999 | 166.022     | 1.700.000   | 9,8         | 34         | 9          | 25         | 4.883                     | 18      | 43        | 216       | 36         |
| 2000 | 176.052     | 1.700.000   | 10,4        | 37         | 7          | 30         | 4.758                     | 20      | 54        | 182       | 61         |
| 2001 | 181.346     | 1.700.000   | 10,7        | 44         | 12         | 32         | 4.121                     | 20      | 57        | 183       | 61         |
| 2002 | 233.914     | 1.700.000   | 13,8        | 45         | 12         | 33         | 5.198                     | 24      | 66        | 192       | 61         |
| 2003 | 239.702     | 1.700.000   | 14,1        | 46         | 12         | 34         | 5.210                     | 24      | 65        | 206       | 63         |
| 2004 | 246.654     | 1.800.000   | 13,7        | 44         | 12         | 32         | 5.605                     | 23      | 59        | 312       | 61         |
| 2010 | 278.822     | 2.222.322   | 12,5        | 64         | 18         | 46         | 4.356                     | 24      | 62        | 383       | 71         |
| 2014 | 297.626     | 2.405.000   | 12,4        | 66         | 21         | 45         | 4.509                     | 25      | 71        | 329       | 72         |
| 2017 | 293.974     | 2.505.600   | 11,7        | 64         | 15         | 49         | 4.593                     | 25      | 78        | 369       | 76         |
| 2020 | 303.998     | 2.539.185   | 12,0        | 64         | 20         | 44         | 4.749                     | 24      | 64        | 347       | 77         |
| 2022 | 316.000     | 2.636.000   | 12,0        | 71         | 25         | 46         | 4.450                     | 24      | 70        | 347       | 77         |